# Maximilian Franke
Maximilian Franke (* 24. März 2002 in Bückeburg) ist ein deutscher Fußballspieler.

## Werdegang
Der Stürmer Maximilian Franke begann seine Karriere im Alter von fünf Jahren beim TSV Eintracht Bückeberge in Stadthagen. Als D-Jugendlicher wechselte er in die Jugendabteilung von Hannover 96. Dort spielte er von 2017 bis 2019 in der B-Junioren-Bundesliga und erzielte in 47 Spielen zwölf Tore. Es folgten zwei Jahre in der A-Junioren-Bundesliga. Im Sommer 2021 wechselte Franke zum Drittligisten SC Verl. Am 19. September 2021 gab Franke sein Profidebüt, als er bei der 0:2-Niederlage gegen den 1. FC Kaiserslautern für Oliver Schmitt eingewechselt wurde. Im Januar 2022 wurde er an den Regionalligisten Sportfreunde Lotte ausgeliehen.